# Danh sách 100 phim hay nhất của Viện phim Mỹ (phiên bản kỷ niệm 10 năm)
Danh sách 100 phim hay nhất của Viện phim Mỹ – phiên bản kỷ niệm 10 năm là phiên bản cập nhật năm 2007 của Danh sách 100 phim hay nhất của Viện phim Mỹ. Danh sách đầu tiên ra mắt công chúng vào năm 1998.

## Phát sóng
Được công bố vào ngày 18 tháng 1 năm 2007, danh sách thứ mười của loạt danh sách 100 năm... của Viện phim Mỹ (AFI) tuyển chọn 100 tác phẩm điện ảnh xuất sắc nhất mọi thời đại của Hoa Kỳ trong một chương trình truyền hình dài ba tiếng. Phát sóng vào ngày 20 tháng 6 năm 2007 trên đài CBS, người dẫn chương trình của sự kiện này là nam diễn viên từng giành giải Oscar Morgan Freeman. Chương trình ngoài ra còn có phần bình luận về các bộ phim kinh điển và các tác phẩm điện ảnh mới xuất sắc phát hành trong khoảng từ năm 1997 đến 2005.

## Cập nhật
Viện phim Mỹ sẽ tiếp tục ra mắt các phiên bản tiếp theo của danh sách này mười năm một lần để bổ sung các phim mới ra mắt có thể được xem là xuất sắc nhất.

## Tiêu chuẩn bình chọn
Viện phim Mỹ yêu cầu hội đồng bình chọn cân nhắc các tiêu chuẩn sau trong quá trình bầu chọn:
- Độ dài chiếu rạp: phim tự sự thường có độ dài trên 60 phút.
- Phim Mỹ: phim sử dụng tiếng Anh, có phần lớn đội ngũ sáng tạo và/hoặc kinh phí sản xuất đến từ Hoa Kỳ.
- Được giới chuyên môn đánh giá cao: nhận được nhiều bài phê bình khen ngợi chính thức trên báo chí, truyền hình, và các phương tiện truyền thông kỹ thuật số khác.
- Giành được nhiều giải thưởng quan trọng: phim được công nhận tại các sự kiện có tính cạnh tranh cao, trong đó có các giải thưởng từ những người trong giới điện ảnh, các nhà phê bình, các hiệp hội, và các liên hoan phim quan trọng.
- Tính phổ biến qua thời gian: phim thành công về doanh thu phòng vé, doanh thu công chiếu trên truyền hình và truyền hình cáp, doanh thu bán và cho thuê đĩa DVD/băng VHS.
- Có giá trị lịch sử: phim có dấu ấn quan trọng trong lịch sử ngành điện ảnh, ví dụ như áp dụng các phương thức tự sự mới, các tiến bộ kỹ thuật hoặc những thành tựu to lớn khác.
- Có dấu ấn văn hoá: phim để lại dấu ấn trong xã hội Hoa Kỳ về mặt phong cách và nội dung.

## Danh sách
| Thứ hạng | Danh sách của phiên bản kỷ niệm 10 năm (2007)    | Đạo diễn                               | Năm  | Hãng phim                                                                | Thay đổi so với danh sách năm 1998 |
| -------- | ------------------------------------------------ | -------------------------------------- | ---- | ------------------------------------------------------------------------ | ---------------------------------- |
| 1.       | Công dân Kane                                    | Orson Welles                           | 1941 | RKO Pictures                                                             | Giữ nguyên                         |
| 2.       | Bố già                                           | Francis Ford Coppola                   | 1972 | Paramount Pictures                                                       | 1                                  |
| 3.       | Casablanca                                       | Michael Curtiz                         | 1942 | Warner Bros.                                                             | 1                                  |
| 4.       | Raging Bull                                      | Martin Scorsese                        | 1980 | United Artists                                                           | 20                                 |
| 5.       | Singin' in the Rain                              | Gene Kelly, Stanley Donen              | 1952 | Metro-Goldwyn-Mayer                                                      | 5                                  |
| 6.       | Cuốn theo chiều gió                              | Victor Fleming                         | 1939 | Metro-Goldwyn-Mayer (phát hành), Selznick International Pictures         | 2                                  |
| 7.       | Lawrence xứ Ả Rập                                | David Lean                             | 1962 | Horizon Pictures, Columbia Pictures                                      | 2                                  |
| 8.       | Bản danh sách của Schindler                      | Steven Spielberg                       | 1993 | Universal Pictures                                                       | 1                                  |
| 9.       | Vertigo                                          | Alfred Hitchcock                       | 1958 | Paramount Pictures                                                       | 52                                 |
| 10.      | The Wizard of Oz                                 | Victor Fleming                         | 1939 | Metro-Goldwyn-Mayer                                                      | 4                                  |
| 11.      | City Lights                                      | Charlie Chaplin                        | 1931 | United Artists                                                           | 65                                 |
| 12.      | The Searchers                                    | John Ford                              | 1956 | Warner Bros.                                                             | 84                                 |
| 13.      | Star Wars Episode IV: A New Hope                 | George Lucas                           | 1977 | 20th Century Fox, Lucasfilm                                              | 2                                  |
| 14.      | Psycho                                           | Alfred Hitchcock                       | 1960 | Shamley Productions, Paramount Pictures (phát hành)                      | 4                                  |
| 15.      | 2001: A Space Odyssey                            | Stanley Kubrick                        | 1968 | Metro-Goldwyn-Mayer                                                      | 7                                  |
| 16.      | Sunset Boulevard                                 | Billy Wilder                           | 1950 | Paramount Pictures                                                       | 4                                  |
| 17.      | The Graduate                                     | Mike Nichols                           | 1967 | United Artists                                                           | 10                                 |
| 18.      | The General                                      | Buster Keaton, Clyde Bruckman          | 1926 | United Artists                                                           | MỚI                                |
| 19.      | On the Waterfront                                | Elia Kazan                             | 1954 | Columbia Pictures                                                        | 11                                 |
| 20.      | It's a Wonderful Life                            | Frank Capra                            | 1946 | RKO Pictures                                                             | 9                                  |
| 21.      | Chinatown                                        | Roman Polanski                         | 1974 | Paramount Pictures                                                       | 2                                  |
| 22.      | Some Like It Hot                                 | Billy Wilder                           | 1959 | United Artists                                                           | 8                                  |
| 23.      | The Grapes of Wrath                              | John Ford                              | 1940 | 20th Century Fox                                                         | 2                                  |
| 24.      | E.T. the Extra-Terrestrial                       | Steven Spielberg                       | 1982 | Universal Pictures                                                       | 1                                  |
| 25.      | To Kill a Mockingbird                            | Robert Mulligan                        | 1962 | Universal Pictures                                                       | 9                                  |
| 26.      | Mr. Smith Goes to Washington                     | Frank Capra                            | 1939 | Columbia Pictures                                                        | 3                                  |
| 27.      | High Noon                                        | Fred Zinnemann                         | 1952 | United Artists                                                           | 6                                  |
| 28.      | All About Eve                                    | Joseph L. Mankiewicz                   | 1950 | 20th Century Fox                                                         | 12                                 |
| 29.      | Double Indemnity                                 | Billy Wilder                           | 1944 | Paramount Pictures                                                       | 9                                  |
| 30.      | Apocalypse Now                                   | Francis Ford Coppola                   | 1979 | United Artists                                                           | 2                                  |
| 31.      | The Maltese Falcon                               | John Huston                            | 1941 | Warner Bros.                                                             | 8                                  |
| 32.      | Bố già phần II                                   | Francis Ford Coppola                   | 1974 | Paramount Pictures                                                       | Giữ nguyên                         |
| 33.      | Bay trên tổ chim cúc cu                          | Jan Tomáš Forman                       | 1975 | United Artists                                                           | 13                                 |
| 34.      | Nàng Bạch Tuyết và bảy chú lùn                   | David Hand (animator)                  | 1937 | RKO Pictures, Walt Disney Pictures                                       | 15                                 |
| 35.      | Annie Hall                                       | Woody Allen                            | 1977 | United Artists                                                           | 4                                  |
| 36.      | Cầu sông Kwai                                    | David Lean                             | 1957 | Columbia Pictures                                                        | 23                                 |
| 37.      | The Best Years of Our Lives                      | William Wyler                          | 1946 | RKO Pictures, Samuel Goldwyn                                             | Giữ nguyên                         |
| 38.      | The Treasure of the Sierra Madre                 | John Huston                            | 1948 | Warner Bros.                                                             | 8                                  |
| 39.      | Dr. Strangelove                                  | Stanley Kubrick                        | 1964 | Columbia Pictures                                                        | 13                                 |
| 40.      | Giai điệu hạnh phúc                              | Robert Wise                            | 1965 | 20th Century Fox                                                         | 15                                 |
| 41.      | King Kong                                        | Merian C. Cooper, Ernest B. Schoedsack | 1933 | RKO Pictures                                                             | 2                                  |
| 42.      | Bonnie and Clyde                                 | Arthur Penn                            | 1967 | Warner Bros.                                                             | 15                                 |
| 43.      | Midnight Cowboy                                  | John Schlesinger                       | 1969 | United Artists                                                           | 7                                  |
| 44.      | The Philadelphia Story                           | George Cukor                           | 1940 | Metro-Goldwyn-Mayer                                                      | 7                                  |
| 45.      | Shane                                            | George Stevens                         | 1953 | Paramount Pictures                                                       | 24                                 |
| 46.      | It Happened One Night                            | Frank Capra                            | 1934 | Columbia Pictures                                                        | 11                                 |
| 47.      | Chuyến tàu mang tên dục vọng                     | Elia Kazan                             | 1951 | Warner Bros.                                                             | 2                                  |
| 48.      | Rear Window                                      | Alfred Hitchcock                       | 1954 | Paramount Pictures                                                       | 6                                  |
| 49.      | Intolerance                                      | D. W. Griffith                         | 1916 | Triangle Film Corporation                                                | MỚI                                |
| 50.      | Chúa tể của những chiếc nhẫn: Hiệp hội nhẫn thần | Peter Jackson                          | 2001 | New Line Cinema                                                          | MỚI                                |
| 51.      | Câu chuyện phía Tây                              | Jerome Robbins, Robert Wise            | 1961 | United Artists                                                           | 10                                 |
| 52.      | Taxi Driver                                      | Martin Scorsese                        | 1976 | Columbia Pictures                                                        | 5                                  |
| 53.      | The Deer Hunter                                  | Michael Cimino                         | 1978 | Universal Pictures                                                       | 26                                 |
| 54.      | MASH                                             | Robert Altman                          | 1970 | 20th Century Fox                                                         | 2                                  |
| 55.      | North by Northwest                               | Alfred Hitchcock                       | 1959 | Metro-Goldwyn-Mayer                                                      | 15                                 |
| 56.      | Hàm cá mập                                       | Steven Spielberg                       | 1975 | Universal Pictures                                                       | 8                                  |
| 57.      | Rocky                                            | John G. Avildsen                       | 1976 | United Artists                                                           | 21                                 |
| 58.      | The Gold Rush                                    | Charlie Chaplin                        | 1925 | United Artists                                                           | 16                                 |
| 59.      | Nashville                                        | Robert Altman                          | 1975 | Paramount Pictures, ABC Entertainment                                    | MỚI                                |
| 60.      | Duck Soup                                        | Leo McCarey                            | 1933 | Paramount Pictures                                                       | 25                                 |
| 61.      | Sullivan's Travels                               | Preston Sturges                        | 1941 | Paramount Pictures                                                       | MỚI                                |
| 62.      | American Graffiti                                | George Lucas                           | 1973 | Universal Pictures                                                       | 15                                 |
| 63.      | Cabaret                                          | Bob Fosse                              | 1972 | Monogram Pictures                                                        | MỚI                                |
| 64.      | Network                                          | Sidney Lumet                           | 1976 | Metro-Goldwyn-Mayer, United Artists                                      | 2                                  |
| 65.      | The African Queen                                | John Huston                            | 1951 | United Artists                                                           | 48                                 |
| 66.      | Raiders of the Lost Ark                          | Steven Spielberg                       | 1981 | Paramount Pictures, Lucasfilm                                            | 6                                  |
| 67.      | Who's Afraid of Virginia Woolf?                  | Mike Nichols                           | 1966 | Warner Bros.                                                             | MỚI                                |
| 68.      | Unforgiven                                       | Clint Eastwood                         | 1992 | Warner Bros.                                                             | 30                                 |
| 69.      | Tootsie                                          | Sydney Pollack                         | 1982 | Columbia Pictures                                                        | 7                                  |
| 70.      | A Clockwork Orange                               | Stanley Kubrick                        | 1971 | Warner Bros.                                                             | 24                                 |
| 71.      | Giải cứu binh nhì Ryan                           | Steven Spielberg                       | 1998 | DreamWorks                                                               | MỚI                                |
| 72.      | The Shawshank Redemption                         | Frank Darabont                         | 1994 | Warner Bros.                                                             | MỚI                                |
| 73.      | Butch Cassidy and the Sundance Kid               | George Roy Hill                        | 1969 | 20th Century Fox                                                         | 23                                 |
| 74.      | Sự im lặng của bầy cừu                           | Jonathan Demme                         | 1991 | Orion Pictures                                                           | 9                                  |
| 75.      | In the Heat of the Night                         | Norman Jewison                         | 1967 | United Artists                                                           | MỚI                                |
| 76.      | Forrest Gump                                     | Robert Zemeckis                        | 1994 | Paramount Pictures                                                       | 5                                  |
| 77.      | All the President's Men                          | Alan J. Pakula                         | 1976 | Warner Bros.                                                             | MỚI                                |
| 78.      | Thời đại tân kỳ                                  | Charlie Chaplin                        | 1936 | United Artists                                                           | 3                                  |
| 79.      | The Wild Bunch                                   | Sam Peckinpah                          | 1969 | Warner Bros.-Seven Arts                                                  | 1                                  |
| 80.      | The Apartment                                    | Billy Wilder                           | 1960 | United Artists                                                           | 13                                 |
| 81.      | Spartacus                                        | Stanley Kubrick                        | 1960 | Universal Pictures                                                       | MỚI                                |
| 82.      | Sunrise: A Song of Two Humans                    | F. W. Murnau                           | 1927 | 20th Century Fox                                                         | MỚI                                |
| 83.      | Titanic                                          | James Cameron                          | 1997 | Paramount Pictures, 20th Century Fox                                     | MỚI                                |
| 84.      | Easy Rider                                       | Dennis Hopper                          | 1969 | United Artists                                                           | 4                                  |
| 85.      | A Night at the Opera                             | Sam Wood                               | 1935 | Metro-Goldwyn-Mayer                                                      | MỚI                                |
| 86.      | Platoon                                          | Oliver Stone                           | 1986 | Orion Pictures                                                           | 3                                  |
| 87.      | 12 Angry Men                                     | Sidney Lumet                           | 1957 | United Artists                                                           | MỚI                                |
| 88.      | Bringing Up Baby                                 | Howard Hawks                           | 1938 | Warner Bros.                                                             | 9                                  |
| 89.      | Giác quan thứ sáu                                | M. Night Shyamalan                     | 1999 | Hollywood Pictures, Spyglass Entertainment, The Kennedy/Marshall Company | MỚI                                |
| 90.      | Swing Time                                       | George Stevens                         | 1936 | RKO Pictures                                                             | MỚI                                |
| 91.      | Sophie's Choice                                  | Alan J. Pakula                         | 1982 | ITC Entertainment                                                        | MỚI                                |
| 92.      | Goodfellas                                       | Martin Scorsese                        | 1990 | Warner Bros.                                                             | 2                                  |
| 93.      | The French Connection                            | William Friedkin                       | 1971 | 20th Century Fox                                                         | 23                                 |
| 94.      | Pulp Fiction                                     | Quentin Tarantino                      | 1994 | Miramax Films                                                            | 1                                  |
| 95.      | The Last Picture Show                            | Peter Bogdanovich                      | 1971 | Columbia Pictures                                                        | MỚI                                |
| 96.      | Do the Right Thing                               | Spike Lee                              | 1989 | Universal Pictures, 40 Acres & A Mule Filmworks                          | MỚI                                |
| 97.      | Blade Runner                                     | Ridley Scott                           | 1982 | Warner Bros., The Ladd Company                                           | MỚI                                |
| 98.      | Yankee Doodle Dandy                              | Michael Curtiz                         | 1942 | Warner Bros.                                                             | 2                                  |
| 99.      | Câu chuyện đồ chơi                               | John Lasseter                          | 1995 | Walt Disney Pictures, Pixar                                              | MỚI                                |
| 100.     | Ben-Hur                                          | William Wyler                          | 1959 | Metro-Goldwyn-Mayer                                                      | 28                                 |

### Các phim bị loại khỏi danh sách
Các phim sau đã từng xuất hiện trong danh sách năm 1998 nhưng bị loại khỏi danh sách năm 2007:
- 39. Doctor Zhivago (1965)
- 44. The Birth of a Nation (1915)
- 52. From Here to Eternity (1953)
- 53. Amadeus (1984)
- 54. All Quiet on the Western Front (1930)
- 57. The Third Man (1949)
- 58. Fantasia (1940)
- 59. Rebel Without a Cause (1955)
- 63. Stagecoach (1939)
- 64. Close Encounters of the Third Kind (1977)
- 67. The Manchurian Candidate (1962)
- 68. Một người Mỹ ở Paris (1951)
- 73. Wuthering Heights (1939)
- 75. Khiêu vũ với bầy sói (1990)
- 82. Giant (1956)
- 84. Fargo (1996)
- 86. Mutiny on the Bounty (1935)
- 87. Frankenstein (1931)
- 89. Patton (1970)
- 90. The Jazz Singer (1927)
- 91. My Fair Lady (1964)
- 92. A Place in the Sun (1951)
- 99. Guess Who's Coming to Dinner (1967)